# Relations entre le Bangladesh et la France
Les relations entre le Bangladesh et la France sont les relations bilatérales de la république populaire du Bangladesh et de la république française.

## Histoire

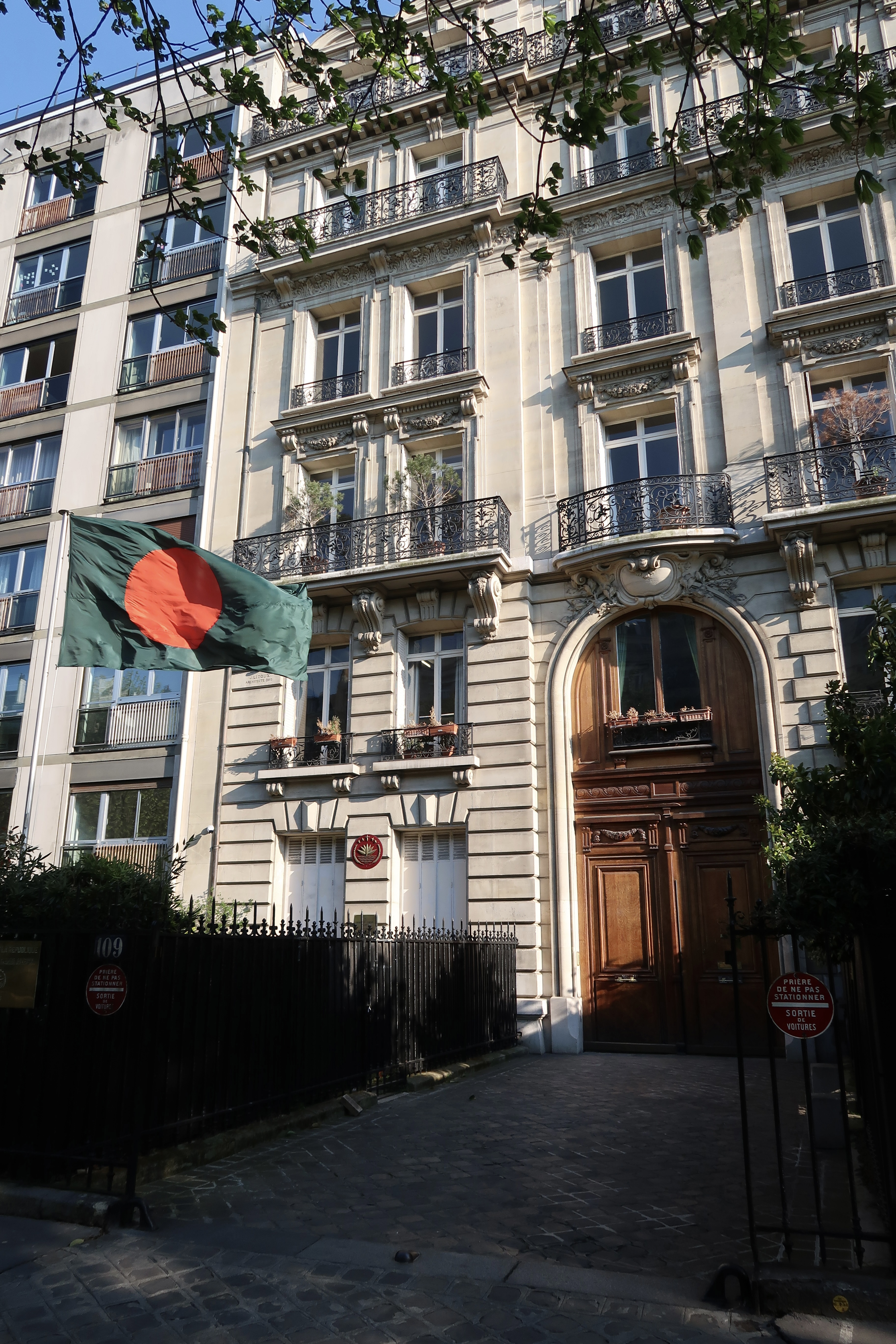
L'ambassade du Bangladesh à Paris.

Les Français sont arrivés au Bangladesh à la fin du XVIIe siècle. Ils ont maintenu des comptoirs commerciaux à Dacca et dans d'autres villes. En 1757, la France a envoyé un contingent de troupes au Bangladesh pour combattre les Britanniques dans la bataille de Plassey.

## Visite d'État
En 1990, le président français François Mitterrand a effectué une visite officielle au Bangladesh. La Première ministre du Bangladesh, Sheikh Hasina, a effectué une visite officielle à Paris en 1999. Les anciens ministres des affaires étrangères du Bangladesh, Morshed Khan et Dipu Moni, ont effectué des visites officielles en France en 2006 et 2010 respectivement.

## Relations culturelles
L'Alliance française promeut la culture française au Bangladesh depuis 1959. Les archéologues français travaillent sur les fouilles du Mahasthangarh depuis 1993 et ont fait un certain nombre de découvertes importantes.
Le 2 novembre 2020, des dizaines de milliers de musulmans ont défilé dans les rues de la capitale du Bangladesh, lors de la plus grande manifestation jamais organisée dans le pays pour protester contre le soutien du président français aux lois laïques qui autorisent les caricatures du prophète Mahomet.

## Relations économiques
En 2019, le commerce bilatéral entre les deux pays s'élevait à 3,239 milliard de dollars, dont 2,976 milliard de dollars pour les exportations du Bangladesh vers la France. Le Bangladesh exporte principalement vers la France des articles en maille, des vêtements tissés, des produits alimentaires surgelés, des produits agricoles, du cuir, du jute et des articles en jute. Les principaux produits d'exportation de la France sont les produits chimiques, l'électronique, les produits de transport, le bois et le papier.
En 2014, un an après l'effondrement du Rana Plaza, qui abritait plusieurs ateliers de confection travaillant pour diverses marques internationales de vêtements et qui avait causé la mort de 1 135 personnes, plusieurs associations ont déposé une plainte contre le distributeur Auchan, les accusant de fuir leurs responsabilités et évoquant également un blocage au niveau du Quai d’Orsay de la commission rogatoire internationale adressée par un juge français,.